# Endogrupo y exogrupo
En sociología y psicología social, un endogrupo es un grupo social del cual una persona se identifica psicológicamente como miembro. Por el contrario, un exogrupo es un grupo social con el que un individuo no se identifica. Los términos tradicionales son: endogrupo: allegados; exogrupo: forasteros. Por ejemplo, a las personas les puede parecer psicológicamente significativo verse a sí mismos de acuerdo con su raza, cultura, género, edad o religión. Se ha encontrado que la pertenencia psicológica de grupos y categorías sociales está asociada con una amplia variedad de fenómenos.
Los términos equivalentes en inglés (endogrupo: ingroup; exogrupo: outgroup) fueron popularizados por Henri Tajfel y sus colegas durante su trabajo en la formulación de la teoría de la identidad social. La importancia de la categorización dentro y fuera del grupo se identificó mediante un método denominado paradigma del grupo mínimo. Tajfel y sus colegas descubrieron que las personas pueden formar grupos de auto-preferencia en cuestión de minutos y que tales grupos pueden formarse incluso sobre la base de características discriminatorias completamente arbitrarias e inventadas, como las preferencias para ciertas pinturas.

## Fenómenos asociados

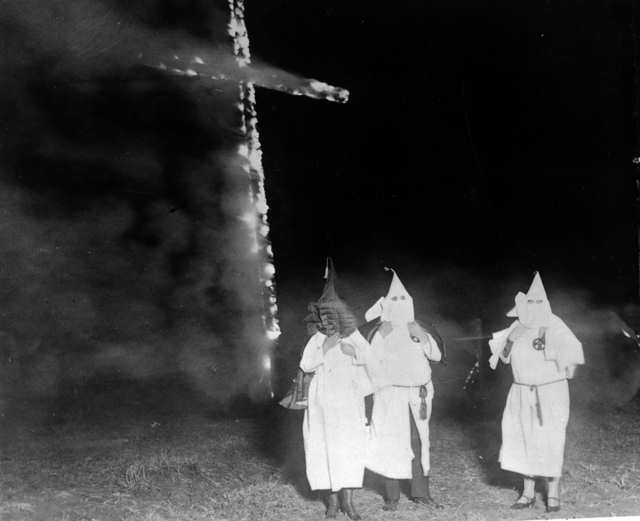
Los prejuicios hacia exogrupos pueden manifestarse en varias formas, como el racismo, la xenofobia o el sexismo.

La categorización psicológica de las personas en endogrupos y exogrupos se asocia con una variedad de fenómenos. Los siguientes ejemplos han recibido una gran atención académica.

### Sesgo endogrupal
Esto se refiere al hecho de que, bajo ciertas condiciones, las personas preferirán y tendrán afinidad por el endogrupo en lugar del exogrupo, o cualquier persona considerada como fuera del endogrupo. Esto se puede expresar en la evaluación de los demás, la vinculación, la asignación de recursos y muchas otras formas.

### Derogación de exogrupo
La discriminación entre los endogrupos y los exogrupos es una cuestión de favoritismo hacia un endogrupo y la ausencia de un favoritismo equivalente hacia un exogrupo. La derogación de un exogrupo es el fenómeno en el que se considera que un exogrupo amenaza a los miembros del endogrupo. Este fenómeno a menudo acompaña al favoritismo endogrupal, ya que requiere que uno tenga una afinidad con su endogrupo. Algunas investigaciones sugieren que la derogación de un exogrupo ocurre cuando se percibe que el mismo bloquea o dificulta los objetivos del endogrupo. También se ha argumentado que la derogación de grupos externos es una consecuencia natural del proceso de categorización.

### Influencia social
Se ha demostrado que las personas están influenciadas diferencialmente por los miembros del endogrupo. Es decir, en condiciones donde la categorización grupal es psicológicamente relevante, las personas cambiarán sus creencias de acuerdo con las normas sociales de los grupos.

### Polarización de grupo
Esto generalmente se refiere a la tendencia de los grupos a tomar decisiones que son más extremas que la inclinación inicial de sus miembros, aunque también se ha observado polarización hacia las creencias más centrales. Se ha demostrado que este efecto está relacionado con una categorización psicológicamente saliente de exogrupos y endogrupos.

### Homogeneidad de grupo
La categorización de las personas en grupos sociales aumenta la percepción de que los miembros del endogrupo son similares entre sí. Un resultado de esto es el efecto de homogeneidad del exogrupo. Esto se refiere a la percepción de que los miembros de un exogrupo son homogéneos, mientras que los miembros de un endogrupo son percibidos como diversos, por ejemplo. "ellos son iguales; nosotros somos diversos". Este prejuicio se da especialmente con características negativas. Bajo ciertas condiciones, los miembros del grupo pueden ser percibidos como similares entre sí con respecto a las características positivas. Este efecto se llama homogeneidad de endogrupo.

## Papel en la evolución humana
En la psicología evolutiva, el favoritismo de endogrupo es visto como un mecanismo evolucionado seleccionado por sus ventajas en la afiliación a la coalición. Se ha argumentado que las características como el género y la etnicidad son inflexibles o incluso características esenciales de tales sistemas. Sin embargo, existe evidencia de que los elementos de favoritismo son flexibles, ya que pueden ser borrados por cambios en la categorización social. Un estudio en el campo de la genética del comportamiento sugiere que pueden existir mecanismos biológicos que favorecen la coexistencia de sistemas flexibles y esencialistas.